# (243546) Fengchuanliu
(243546) Fengchuanliu est un astéroïde de la ceinture principale.

## Description
(243546) Fengchuanliu est un astéroïde de la ceinture principale. Il fut découvert le 8 mai 2010 aux États-Unis par le programme WISE. Il présente une orbite caractérisée par un demi-grand axe de 3,03 UA, une excentricité de 0,12 et une inclinaison de 16,2° par rapport à l'écliptique.

## Compléments